# Ñuble (província)
A Província de Ñuble foi uma das províncias do Chile localizada na região de Bío-Bío. A área da província é de 13.178,5 km² com uma população de 438.103 habitantes (2002). Sua capital foi a cidade de Chillán.
Limitado ao norte com as Províncias de Cauquenes e de Linares, na VII Região; a oeste com o Oceano Pacífico; a leste com a Argentina; a sul com a província de Biobío e a sudoeste com a província de Concepción.
Em 6 de setembro de 2018, esta província foi destacada da região de Biobío e se tornou-se a região de Ñuble (ela mesma subdividida em três novas províncias).

## Comunas
A província estava dividida em 21 comunas:
- Bulnes
- Cobquecura
- Coelemu
- Coihueco
- Chillán
- Chillán Viejo
- El Carmen
- Ninhue
- Ñiquén
- Pemuco
- Pinto
- Portezuelo
- Quillón
- Quirihue
- Ranquíl
- San Carlos
- San Fabián
- San Ignacio
- San Nicolás
- Treguaco
- Yungay